# Unbibium

Unbibium

L'unbibium (symbole Ubb) est la dénomination systématique attribuée par l'UICPA à l'élément chimique hypothétique de numéro atomique 122. Dans la littérature scientifique, il est généralement appelé élément 122.
Cet élément de la 8e période du tableau périodique appartiendrait à la famille des superactinides, et ferait partie des éléments du bloc g. Sa configuration électronique serait, par application de la règle de Klechkowski, [Og] 8s2 5g2, mais a été calculée, en prenant en compte les corrections induites par la chromodynamique quantique et la distribution relativiste de Breit-Wigner (en), comme étant [Og] 8s2 8p2 ; d'autres résultats ont été obtenus par des méthodes un peu différentes, par exemple [Og] 8s2 8p1 7d1 par la méthode Dirac-Fock-Slater, de sorte que l'élément 122 n'aurait pas d'électron dans la sous-couche 5g.

## Tentatives de synthèse
La synthèse de cet élément a été tentée par les deux acteurs habituels en matière de noyaux superlourds, à savoir le Joint Institute for Nuclear Reserach (JINR) à Doubna en Russie dès 1972, et le Gesellschaft für Schwerionenforschung mbH (GSI) à Darmstadt en Allemagne en 2000. Les deux laboratoires ont bombardé des cibles d'uranium 238 avec des ions de zinc 66 pour le JINR, et de zinc 70 pour le GSI, dans l'espoir de produire des noyaux de 304122 et 308122 respectivement :
66
30Zn + 238
92U → 304
122Ubb* au JINR par fusion chaude (Flerov et al. en 1972) avec une résolution de 5 mb ;
70
30Zn + 238
92U → 308
122Ubb* au GSI en 2000 selon la même méthode mais avec une bien meilleure résolution.
Ces expériences infructueuses ont néanmoins montré que la détection de l'élément 122 nécessiterait d'atteindre des sensibilités aussi fines que quelques femtobarns.
Le GSI avait auparavant tenté de produire en 1978 de l'élément 122 en bombardant une cible d'erbium naturel avec des ions de xénon 136 :
136
54Xe + naturel
68Er → 298, 300, 302, 303, 304, 306
122Ubb* → échec.
Plusieurs expériences ont été menées au JINR dans les années 2000-2004 pour étudier les caractéristiques de fission de noyaux composés de 306122. Deux réactions ont été explorées :
58
26Fe + 248
96Cm → 306
122Ubb* ;
64
28Ni + 242
94Pu → 306
122Ubb*.
Ces expériences ont révélé comment des noyaux comme celui-ci fissionnent essentiellement en expulsant des nucléides à couches nucléaires pleines, comme l'étain 132 (Z = 50, N = 82). Elles ont également permis de montrer que le rendement du processus de fusion-fission étant semblable qu'on utilise des projectiles de 48Ca ou de 58Fe, ce qui avait montré la possibilité d'utiliser ces derniers, qui sont plus lourds, pour la synthèse d'éléments superlourds.
Compte tenu de l'impossibilité jusqu'à ce jour d'observer l'élément 122, l'annonce d'A. Marinov et al. en 2008 selon laquelle ils auraient détecté un taux de 10−11 à 10−12 atomes de cet élément dans un dépôt naturel de thorium a été largement rejetée, bien que l'auteur suggère avoir mis en évidence un isomère stable d'un isotope d'élément 122 qui se serait accumulé naturellement en raison de sa période radioactive supérieure à cent millions d'années ; il aurait, selon ses dires, soumis son article pour publication aux revues britanniques Nature et Nature Physics qui l'auraient toutes deux refusé.

## Stabilité des nucléides de cette taille
Aucun superactinide n'a jamais été observé, et on ignore si l'existence d'un atome aussi lourd est physiquement possible.
Le modèle en couches du noyau atomique prévoit l'existence de nombres magiques par type de nucléons en raison de la stratification des neutrons et des protons en niveaux d'énergie quantiques dans le noyau postulée par ce modèle, à l'instar de ce qui se passe pour les électrons au niveau de l'atome ; l'un de ces nombres magiques est 126, observé pour les neutrons mais pas encore pour les protons, tandis que le nombre magique suivant, 184, n'a jamais été observé : on s'attend à ce que les nucléides ayant environ 126 protons (unbihexium) et 184 neutrons soient sensiblement plus stables que les nucléides voisins, avec peut-être des périodes radioactives supérieures à la seconde, ce qui constituerait un « îlot de stabilité ».
La difficulté est que, pour les atomes superlourds, la détermination des nombres magiques semble plus délicate que pour les atomes légers, de sorte que, selon les modèles, le nombre magique suivant serait à rechercher pour Z compris entre 114 et 126.
Plus précisément, le 306122 pourrait être « doublement magique » avec 122 protons et 184 neutrons, selon l'une des versions de la théorie dite du « champ moyen relativiste » (RMF). L'unbibium fait partie des éléments dont il serait possible de produire, avec les techniques actuelles, des isotopes dans l'îlot de stabilité ; la stabilité particulière de tels nucléides serait due à un effet quantique de couplage des mésons ω, l'un des neuf mésons dits « sans saveur ».